# Bacteria frustrans
Bacteria frustrans är en insektsart som beskrevs av Ludwig Redtenbacher 1908. Bacteria frustrans ingår i släktet Bacteria och familjen Diapheromeridae. Inga underarter finns listade.